# Conspécificité
Deux ou plusieurs organismes, populations ou taxons sont dits conspécifiques s'ils appartiennent à la même espèce : le concept biologique associé est la conspécificité. L'antonyme en est l'hétérospécificité, pour des individus dits « hétérospécifiques » lorsqu'ils appartiennent à des espèces différentes.
Lorsque deux espèces distinctes peuvent se reproduire entre elles et que leurs gamètes entrent en concurrence, les gamètes conspécifiques ont priorité sur les gamètes hétérospécifiques, ce que les anglophones nomment conspecific sperm precedence (CSP) chez les animaux ou conspecific pollen precedence chez les plantes.